# 3-й стрелковый полк
3-й стрелковый полк — пехотная стрелковая воинская часть Русской императорской армии. Входил в состав 1-й стрелковой бригады (в 1905 — 1906 гг., а затем с 1916 г. — 1-й стрелковой дивизии). На протяжении большей части своего существования дислоцировался в Варшавской и Петроковской губерниях. За свое время полк успел поучаствовать в русско-японской и Первой Мировой Войне, в последней преимущественно на румынском фронте.
Старшинство: 22 октября 1826 года. Полковой праздник — 6 декабря. До 1888-года являлся третьим стрелковым батальоном, и фактически переформирован в полк был лишь к 1889-ом году.

## История
Сформирован 16 июля 1811 г. как 3-й Учебный гренадерский батальон. Назначением батальона была подготовка унтер-офицеров для пеших частей армии, и он входил в состав учебных войск. Приказом от 16 марта 1816 вместе с 1-м и 2-м учебными гренадерскими батальонами включён в состав Учебного карабинерного полка (с 22 октября 1826 1-й Учебный Карабинерный полк), в который вошёл как 3-й батальон.
22 октября 1826 батальон отделён от 1-го Учебного карабинерного полка и зачислен 1-м батальоном в новый 2-й Учебный карабинерный полк, тогда же из половины батальона сформирован 2-й батальон того же полка. 11 июня 1832 батальону пожаловано простое знамя без надписи. 16 января 1837 пожаловано новое простое знамя без надписи.
23 ноября 1856 батальон отделён от полка, отчислен из учебных войск в действующие и причислен в качестве стрелкового батальона к 3-й гренадерской пехотной дивизии. 6 декабря 1856 назван 3-м гренадерским стрелковым батальоном. С 1860-х годов располагался в Царстве Польском. 
31 августа 1870 г. назван 3-м стрелковым батальоном и включен в состав вновь сформированной 1-й стрелковой бригады. 18 ноября 1885 батальону установлено старшинство с 22 октября 1826 года. В 1876 г. – батальон переведен в г. Гостынин (Варшавский ВО).
31 декабря 1888 г. переформирован в полк двухбатальонного состава и назван 3-м стрелковым полком. Полк в составе 1-й Стрелковой бригады, расквартирован в г. Гостынин (Варшавский военный округ). К 1897 г. – полк переведен в г. Плоцк (Варшавский военный округ). К 1899 г. – полк возвращен в г. Гостынин (Варшавский военный округ). У полка была своя православная церковь „Николая Чудотворца“ в Гостынине.
В 1904 — 1905 годах участвовал в русско-японской войне. Весной 1905 г. развернут в четырёхбатальонный состав. В 1906 г. вновь приведён в состав двух батальонов. 30 июля 1911 полку пожалованы знаки нагрудные для офицеров и головные для нижних чинов с надписью «За отличие в войну с Японией в 1904 и 1905 годах».
В ходе Первой мировой войны с 29 июля 1914 полк, будучи частью 1-й стрелковой бригады, действовал в составе 2-й армии на Северо-Западном фронте. 9 сентября 1916 полк был развернут в 4-х батальонный состав. С октября 1916 в составе 29-го армейского корпуса действовал на Румынском фронте.
К январю 1918 года 1-я стрелковая дивизия, включая входивший в нее 3-й стрелковый полк, была полонизирована. 10 января 1918 года дивизия была переименована в 4-ю польскую стрелковую дивизию и включена в состав 2-го Польского корпуса. Согласно приказу по Румынскому фронту от 19 февраля 1918 г. дивизия считалась расформированной с 10 января 1918 года.

## Знаки отличия полка
- Простое знамя без надписи, пожалованное в 1837 году.
- Знаки отличия (нагрудные у офицеров, на головные уборы у нижних чинов) с надписью: «За отличіе въ войну съ Японіей въ 1904 и 1905 годахъ». Высочайший приказ 30 июля 1911 года.

## Командиры
- 01.01.1857 — 02.06.1866 — майор (с 21.05.1859 подполковник, с 29.03.1864 полковник) Гренгаген, Густав Борисович
- хх.хх.1866 — 29.03.1870 — подполковник де ла Кроа, Николай Иванович
- 05.04.1870 — 24.12.1873 — полковник (с 18.07.1871 флигель-адъютант) барон Рамзай, Георгий Эдуардович
- 04.01.1874 — 19.03.1877 — полковник Кабат, Павел Иванович
- 19.03.1877 — 16.12.1877 — полковник Бибиков, Михаил Ильич
- 16.12.1877 — 06.04.1884 — подполковник (с 05.05.1879 полковник) Модрах, Генрих Андреевич
- 26.04.1884 — 20.01.1885 — подполковник Дубяго, Гавриил Егорович
- 20.01.1885 — 21.12.1888 — подполковник (с 15.03.1887 полковник) Богаевский, Михаил Венедиктович
- 24.12.1888 — 24.04.1895 — полковник Стахиев, Николай Александрович
- 23.05.1895 — 10.01.1902 — полковник Нелидов, Леонтий Иванович
- 25.02.1902 — 09.03.1904 — полковник Бем, Михаил Антонович
- 30.03.1904 — 19.06.1905 — полковник Янушевский, Григорий Ефимович
- 02.08.1905 — 21.11.1906 — полковник Лебедев, Николай Иванович
- 21.11.1906 — 14.01.1914 — полковник Баудер, Виктор Фёдорович
- 16.01.1914 — 25.08.1915 — полковник (с 01.05.1915 генерал-майор) Солунсков, Степан Михайлович
- 25.08.1915 — 04.01.1916 — полковник Курилко, Александр Алексеевич
- 04.01.1916 — после 23.06.1917 — полковник Грушевицкий, Фёдор Эдуардович

## Полковые священники
- к апр. 1890 г. – иерей Докучаев, Иоанн. Полковой церкви в 1890 г. не было. Метрические записи велись, на основании отношений полкового священника, в Свято-Александро-Невской приходской церкви г. Александров-Пограничный (Российская империя, Царство Польское).